# Megascolecidae
Las lombrices gigantes (Megascolecidae) son un grupo de lombrices terrestres que tiene representantes nativos en Australia, Nueva Zelanda, sudeste y este de Asia, y América del Norte. Los linajes más antiguos de la familia muestran una distribución de Gondwana y se han utilizado como evidencia de la deriva continental. Miembros del género Amynthas por ejemplo, están ampliamente distribuidos en los trópicos, y al igual que las lombrices de tierra (Lumbricidae) se distribuyen en zonas templadas.
Se caracterizan por tener una típica disposición "megascolécida" de los poros masculinos, con conductos deferentes y prostáticos unidos antes de abrirse a través de un poro en el segmento 18. Además tienen múltiples o al menos dos nefridios por segmento. Algunos taxones presentan nefridios que en lugar de vaciarse en la superficie del cuerpo, se vacían en el tracto digestivo. 
Son de gran tamaño; algunas especies alcanzan el metro de longitud. La más grande conocida fue un ejemplar de la lombriz gigante de Gippsland, Australia (Megascolides) que alcanzó 3.7 m.

## Géneros

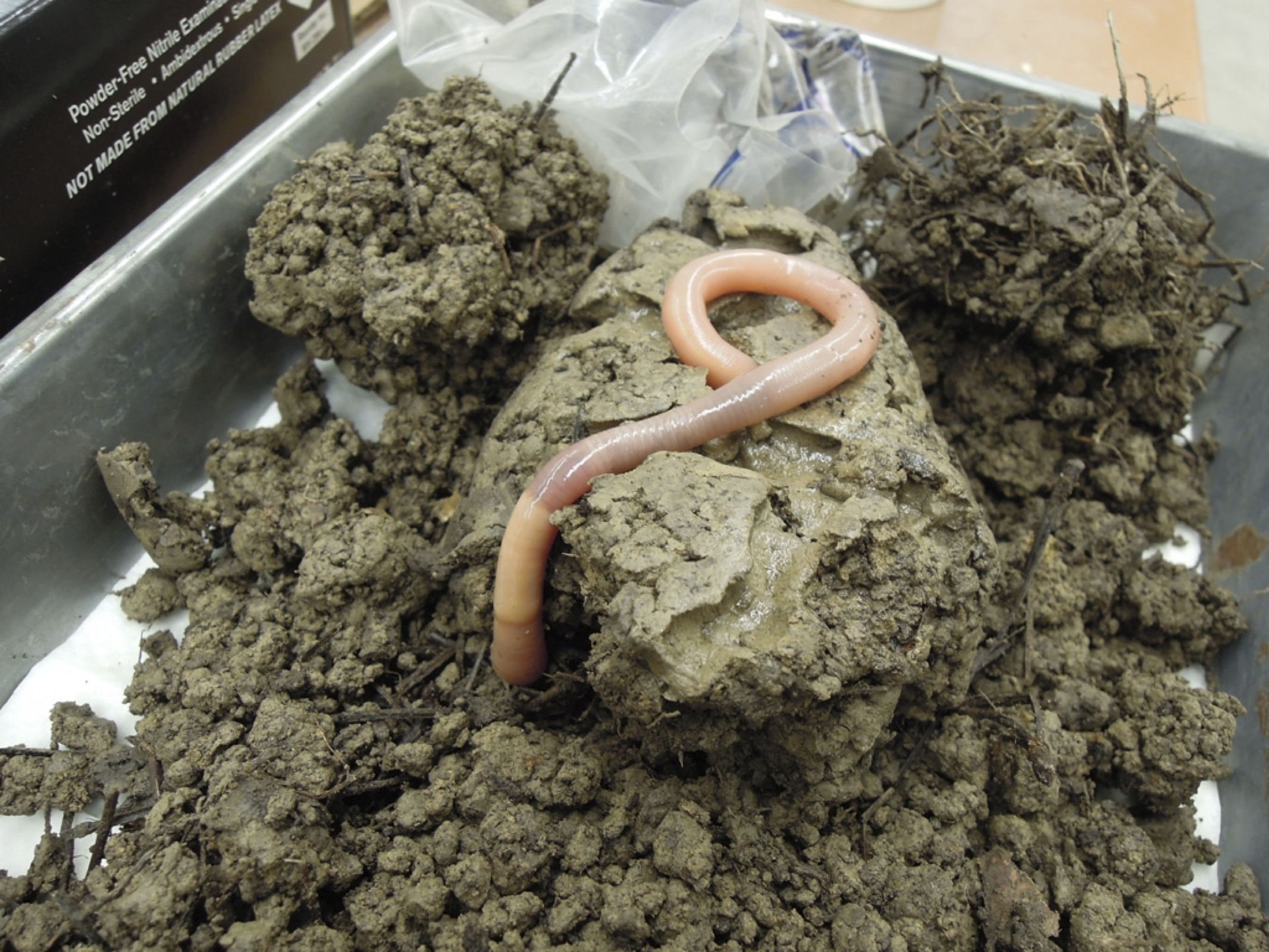
Driloleirus

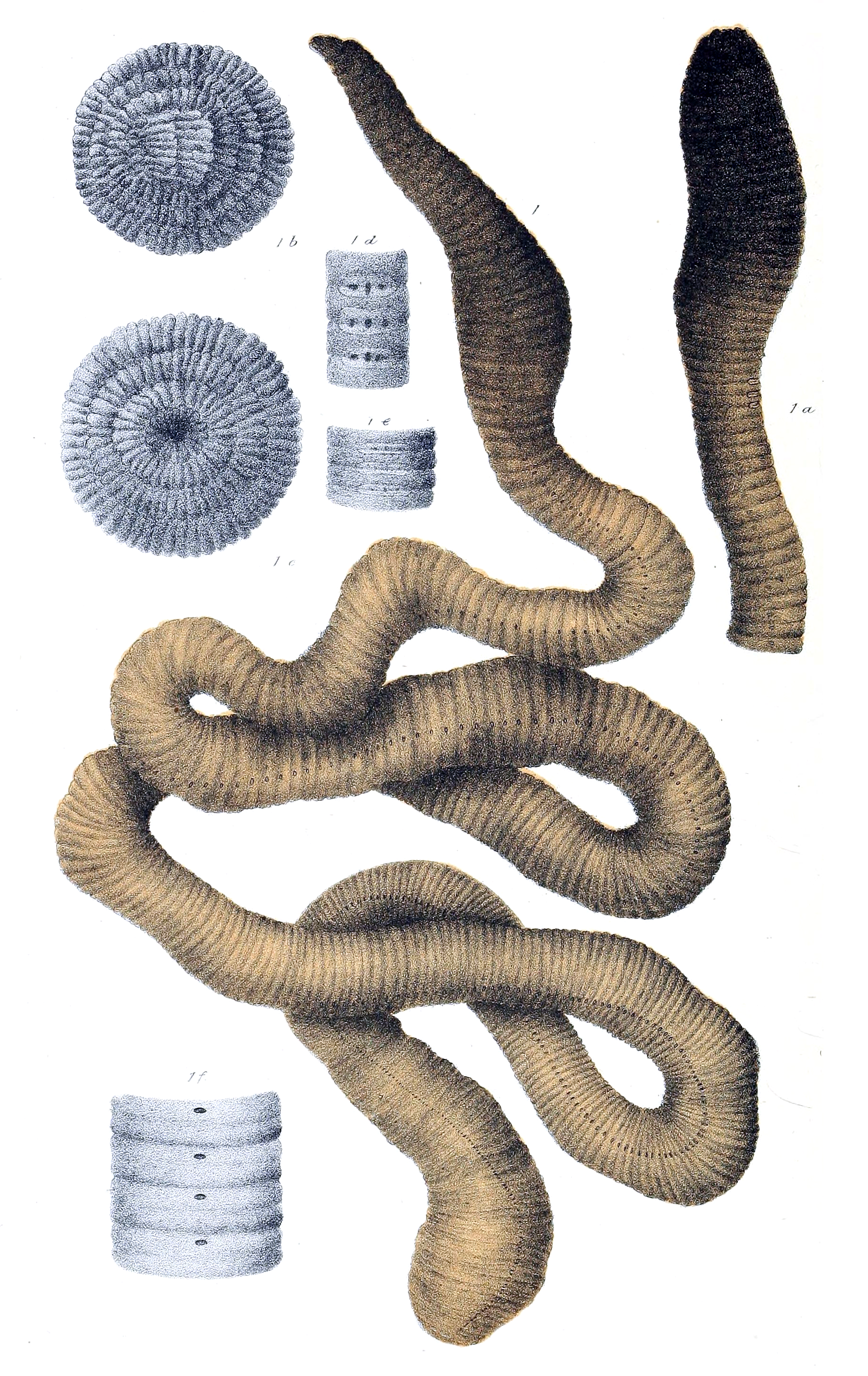
Megascolides

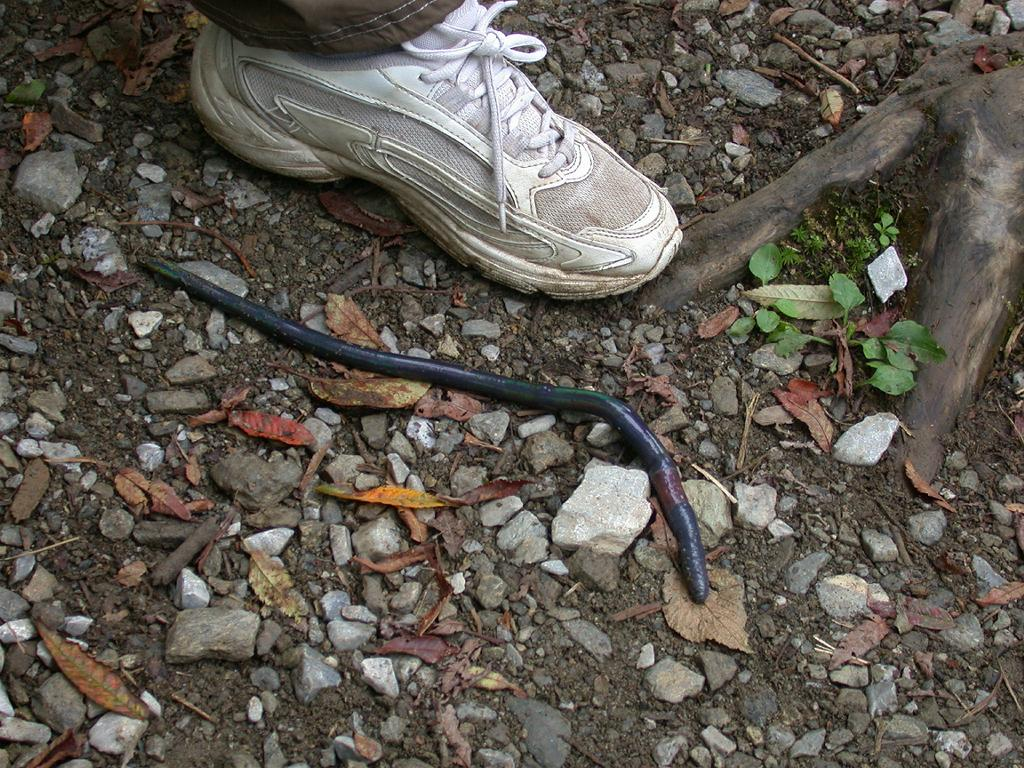
Pheretima

- Achaeta
- Amynthas
- Archipheretima
- Argilophilus
- Begemius
- Dichogaster
- Didymogaster
- Digaster
- Diplocardia
- Diplotrema
- Diporochaeta
- Driloleirus
- Duplodicodrilus
- Fletcherodrilus
- Heteroporodrilus
- Kerriona
- Kincaidodrilus
- Lampito
- Macnabodrilus
- Megascolex
- Megascolides
- Metaphire
- Microscolex
- Millsonia
- Neodiplotrema
- Neotrigaster
- Perionychella
- Perionyx
- Pheretima
- Pithemera
- Pleionogaster
- Plutellus
- Polypheretima
- Pontodrilus
- Propheretima
- Rhododrilus
- Spenceriella
- Terrisswalkerius
- Tonoscolex
- Toutellus
- Travoscolides